# 青柳秀夫
青柳 秀夫（あおやぎ ひでお、1897年7月12日 - 1986年5月31日）は、日本の内務官僚、政治家。愛知県知事（官選第39代、公選初代）、参議院議員（3期）。

## 来歴
群馬県前橋市に富樫竹次の五男として生まれる。青柳新米の養子となり、1922年に東京帝国大学法学部政治学科を卒業。同年、横浜正金銀行に入行し、後安田銀行に移った。1926年、高等文官試験に合格。1927年、内務省に入省。北海道、大阪府、福岡県（部長・経済部長）、長野県などで勤務した。
1947年3月5日、愛知県知事の桑原幹根が初の公選愛知県知事選挙に立候補するために辞職。そのあとを受けて同日、当時愛知県内務部長だった青柳が官選最後の知事に就任。ところが告示後の3月25日、桑原は公職追放される。身代わりとして立候補することとなり、同日に知事を退任し、4月5日に行われた知事選で初当選。1期4年務める。
同年10月23日、昭和天皇が北陸方面に行幸する途上、お召し列車の車内で県勢などを奏上する機会を得る。
退任後は名古屋競馬株式会社初代社長に就任。1953年4月、第3回参議院議員通常選挙に愛知県選挙区から立候補（自由党候補）し当選。その後、第5回、第7回通常選挙でも当選し、参議院議員を3期18年務めた。
1967年11月の秋の叙勲で勲二等に叙され、旭日重光章を受章する。1971年6月の第9回参議院議員通常選挙には立候補せず政界から引退した。この間、参議院外務委員長、同大蔵委員長、同公職選挙法改正に関する特別委員長、愛知県福利協会会長などを務めた。1971年、功労議員表彰を受けた。
1986年5月31日、脳出血のため、死去した。88歳没。同年6月10日、特旨を以て位二級を追陞され、死没日付をもって正五位から正四位に叙され、銀杯一組（第3号）を賜った。